# Championnats du monde de duathlon 2012
Navigation
Édition précédente Édition suivante
Les championnats du monde de duathlon 2012, vingt-troisième édition des championnats du monde de duathlon, ont lieu les 22 et 23 septembre 2012 à Nancy, en France.

## Distances
| Course à pied | Cyclisme | Course à pied |
| ------------- | -------- | ------------- |
| 10            | 40       | 5             |

## Palmarès élite et distances
| Rang               | Athlète          | Temps           |
| ------------------ | ---------------- | --------------- |
| Médaille d'or      | Emilio Martin    | 1 h 40 min 40 s |
| Médaille d'argent  | Antoine Duvivier | 1 h 40 min 43 s |
| Médaille de bronze | Benoit Nicolas   | 1 h 40 min 47 s |

| Rang               | Athlète              | Temps           |
| ------------------ | -------------------- | --------------- |
| Médaille d'or      | Felicity Sheedy-Ryan | 1 h 52 min 42 s |
| Médaille d'argent  | Katie Hewison        | 1 h 53 min 42 s |
| Médaille de bronze | Sandra Levenez       | 1 h 54 min 20 s |